# ويليام غورهام
ويليام غورهام (باليابانية: ウィリアム・R・ゴーハム) هو مهندس ياباني وأمريكي، ولد في 4 يناير 1888 في سان فرانسيسكو في الولايات المتحدة، وتوفي في 24 أكتوبر 1949 في اليابان.